# تشارلز نيلسون كلارك
تشارلز نيلسون كلارك (بالإنجليزية: Charles Nelson Clark)‏ هو سياسي أمريكي، ولد في 21 أغسطس 1827 في الولايات المتحدة، وتوفي بنفس المكان في 4 أكتوبر 1902. حزبياً، نشط في الحزب الجمهوري. انتخب عضو مجلس النواب الأمريكي.